# Tarcisio Oberti
Tarcisio Oberti (Dalmine, 5 maggio 1937) è un ex calciatore italiano.

## Carriera
Dopo essere cresciuto tra le file dell'Atalanta, debutta in Serie A il 27 ottobre 1957 in Milan-Atalanta (5-0).
Nelle due stagioni in nerozzurro trova poco spazio, venendo ceduto in prestito alla Pistoiese, in Serie B.
Dopo un anno ritorna a Bergamo, dove tuttavia non colleziona nemmeno una presenza.
Viene quindi ceduto all'Alassio, dove conclude la carriera nel 1965.

## Palmarès

### Club

#### Competizioni nazionali
- Serie B: 1

Atalanta: 1958-1959